# Tiheda
Tiheda är en ort i Estland. Den ligger i Kasepää kommun och landskapet Jõgevamaa, i den centrala delen av landet, 150 km sydost om huvudstaden Tallinn. Tiheda ligger 33 meter över havet och antalet invånare är 189. Den ligger vid sjön Peipus.
Terrängen runt Tiheda är platt. Runt Tiheda är det glesbefolkat, med 8 invånare per kvadratkilometer. Närmaste större samhälle är Mustvee, 6,5 km norr om Tiheda.